# Houd
Pour les articles homonymes, voir Hud.
Pour l’article ayant un titre homophone, voir Oud.
Dans le Coran, Hoûd (arabe : hūd (هُود)) est le prophète de la tribu des ʿĀd (ou Adites). Hoûd est parfois identifié comme le patriarche Héber de la Bible (descendant de Sem). C'est aussi le titre de la sourate XI du Coran.

## Dans le Coran
Hoûd est l'un des 3 prophètes coraniques envoyés aux arabes antérieurs à Mahomet. Dans la chronologie coranique, son récit se place entre celui de Noé et celui de Salih. Il est étroitement lié à celui des 'Ad, peuple violent considéré par des récits postérieurs comme des géants. Hoûd s'adresse à eux à Al-Ahqaf, lieu que la tradition arabe considère comme au sud-est de la péninsule arabique mais à l'identification incertaine. Les liens des 'Ad avec la ville d'Iram « aux colonnes » ont fait associer cet espace géographique à l'Arabie du Sud, à Damas ou à Alexandrie. 
Le récit s'inscrit dans le modèle des peuples recevant un envoyé divin, refusant de le suivre et étant finalement châtié. Ainsi, les 'Ad portent de nombreuses accusations contre Hoûd. 
Pour Wheeler, « L'exégèse musulmane utilise des références bibliques et historiques pour donner une image plus complète des prophètes Hud et Salih, illustrant ainsi le rôle des Arabes dans l'histoire de la prophétie ». L'identité du Hoûd coranique et du Héber biblique a fait débat entre les exégètes musulmans et juifs.

## Légendes
Des légendes associent le prophète au puits de Barhout, en les opposant.